# Uddevalla, Strömstads, Marstrands och Kungälvs valkrets
Uddevalla, Strömstads, Marstrands och Kungälvs valkrets var i valen 1866–1884 en egen valkrets i andra kammaren med ett mandat. Valkretsen, som omfattade städerna Uddevalla, Strömstad, Marstrand och Kungälv, avskaffades inför extravalet 1887, då Kungälv fördes till Vänersborgs, Åmåls och Kungälvs valkrets medan övriga städer bildade Uddevalla, Strömstads och Marstrands valkrets.

## Riksdagsmän
- Gustaf Widell (1867–1869)
- Gustaf Ljunggren (1870–1872)
- Werner Ericson, c (1873–1877)
- Robert Thorburn (1878)
- Gustaf Ljunggren (1879–1880)
- Theodor Lundgren (1881)
- Gustaf Ljunggren (1882–1883)
- Fredrik Cöster (1884)
- Robert Thorburn (1885)
- Fredrik Cöster (1886–första riksmötet 1887)